# 岸昭雄
岸 昭雄（きし あきお、1977年 - ）は、日本の土木工学者。専門は、土木計画学・都市経済学。学位は、博士（学術）（東北大学・2005年）。静岡県立大学経営情報学部教授・大学院経営情報イノベーション研究科教授。
静岡県立大学経営情報学部講師などを歴任した。

## 来歴

### 生い立ち
1977年生まれ。群馬県立高崎高等学校を1996年に卒業し、東北大学に進学した。工学部の土木工学科にて学び、2000年に卒業した。そのまま東北大学の大学院に進学し、情報科学研究科の人間社会情報科学専攻にて学んだ。2002年に博士前期課程を修了し、修士（情報科学）の学位を取得した。2005年には博士後期課程を修了し、博士（学術）の学位を取得した。

### 研究者として
2005年より静岡県立大学に勤務し、経営情報学部にて経営情報学科の助手に就任した。その後、2007年に助教となり、2010年には講師に昇任した。現在は、静岡県立大学の経営情報学部にて経営情報学科の准教授を務めるとともに、大学院の経営情報イノベーション研究科にて経営情報イノベーション専攻の准教授を兼任している。

## 研究
東北大学の工学部土木工学科出身であり、専門は土木工学である。しかし、土木計画学や都市経済学といった分野を中心に研究しており、都市工学や行政学、経済学などにも隣接するような分野を手がけている。特に、公共政策の経済評価や、都市の集積構造の分析といった領域を手がけている。学会としては、土木学会や応用地域学会に所属している。

## 略歴
- 1996年 - 群馬県立高崎高等学校卒業。
- 2000年 - 東北大学工学部卒業。
- 2002年 - 東北大学大学院情報科学研究科博士前期課程修了。
- 2005年 - 東北大学大学院情報科学研究科博士後期課程修了。
- 2005年 - 静岡県立大学経営情報学部助手。
- 2007年 - 静岡県立大学経営情報学部助教。
- 2010年 - 静岡県立大学経営情報学部講師。
- 2017年 - 静岡県立大学経営情報学部准教授。

## 著作
- 岸昭雄・河野達仁・森杉壽芳稿「核‐周辺モデルにおける交通施設整備の便益計測――複数均衡存在下におけるプロジェクトの便益計測にむけて」『土木計画学研究・論文集』20巻1号、2003年9月、97-104頁。
- Hisa MORISUGI, Enrique ALARCON, Akio KISHI and Tatsuhito KONO, "A Sensitivity Analysis on Value of Information for Logit Type of Route Choice", Infrastructure Planning Review, Vol.20, No.4, 2003, pp.913-922.
- 岸昭雄・河野達仁稿「ラーナーの独占度を用いた不完全競争下における交通施設整備便益の計測」『高速道路と自動車』48巻2号、2005年、25-31頁。
- 岸昭雄・河野達仁・小徳利章稿「労働者の異質性がもたらす空間的集積構造の分析」『土木学会論文集』786巻IV-67号、2005年、123-134頁。
- 岸昭雄・河野達仁・森杉壽芳稿「一般化交通費用に基づく交通需要予測のバイアスと内生的時間価値」『土木計画学研究・論文集』22巻1号、2005年10月、47-52頁。